# 比格克里克鎮區 (阿肯色州李縣)
比格克里克鎮區（英語：Big Creek Township）是位於美國阿肯色州李縣的一個行政鎮區。

## 地方資料
比格克里克鎮區的面積為103.46平方千米，當中陸地面積為100.56平方千米，而水域面積為2.90平方千米。根據2010年美國人口普查的數據，當地共有人口80人，而人口密度為每平方千米0.77人。